# Live at Knebworth
Albums de Robbie Williams
Escapology
(2002) Greatest Hits
(2004)
Live at Knebworth, aussi appelé Live Summer 2003, est un album de Robbie Williams. C'est une compilation des chansons interprétées durant trois concerts à Knebworth (Angleterre) devant un total de 375 000 spectateurs.

## Titres
1. Let Me Entertain You
2. Let Love Be Your Energy
3. We Will Rock You (Queen)
4. Monsoon
5. Come Undone
6. Me & My Monkey
7. Hot Fudge
8. Mr. Bojangles
9. She's The One
10. Kids
11. Better Man
12. Nan's Song
13. Feel
14. Angels